# The Sheriff's Captive
The Sheriff's Captive est un film muet américain réalisé par Allan Dwan et sorti en 1911.

## Fiche technique
- Réalisation : Allan Dwan
- Durée : 10 minutes
- Date de sortie : États-Unis : 11 mai 1911

## Distribution
- J. Warren Kerrigan : Fred Weller
- Pauline Bush : Nell Hawkins
- Jack Richardson : Dan Hawkins